# 2608-as mellékút (Magyarország)
A 2608-as számú mellékút egy szűk 5 kilométeres, négy számjegyű országos közút-szakasz Borsod-Abaúj-Zemplén vármegye északi részén.

## Nyomvonala
A 2603-as útból ágazik ki, annak 11+850-es kilométerszelvénye közelében, Felsőkelecsény területén. Szabadság út néven indul, kelet felé; a falu szélén északnak fordul, majd egy erősen szerpentines, keményen emelkedő szakasza következik. A 3+300-as kilométerszelvénye közelében ér át Rudabánya területére. Elhalad Rózsavölgy településrész déli részén, majd a kisváros központja közelében a 2609-es útba torkollik, annak 5. kilométerénél.
Teljes hossza az országos közutak térképes nyilvántartását szolgáló kira.gov.hu adatbázisa szerint mindössze 4,723 kilométer.